# Richard Goldschmidt
Richard Benedict Goldschmidt (Frankfurt am Main, 12 de abril de 1878 — Berkeley, 24 de abril de 1958) foi um geneticista estadunidense nascido na Alemanha. Ele é considerado o primeiro a integrar genética, desenvolvimento e evolução.

## Evolução
Goldschmidt foi o primeiro cientista a usar o termo "monstro esperançoso". Ele pensava que pequenas mudanças graduais não poderiam fazer a ponte entre a microevolução e a macroevolução. Em seu livro The Material Basis of Evolution (1940), ele escreveu "a mudança de espécie em espécie não é uma mudança envolvendo mais e mais mudanças atomísticas adicionais, mas uma mudança completa do padrão primário ou sistema de reação para um novo, que posteriormente, pode produzir novamente variação intraespecífica por micromutação. "Goldschmidt acreditava que as grandes mudanças na evolução eram causadas por macromutações (grandes mutações). Suas idéias sobre macromutações ficaram conhecidas como a hipótese do monstro esperançoso, um tipo de evolução saltacional, e atraiu o ridículo generalizado.
De acordo com Goldschmidt, "os biólogos parecem inclinados a pensar que, porque eles próprios não viram uma mutação 'grande', tal coisa não pode ser possível. Mas tal mutação só precisa ser um evento da mais extraordinária raridade para fornecer ao mundo o material importante para a evolução". Goldschmidt acreditava que a visão neodarwiniana do acúmulo gradual de pequenas mutações era importante, mas poderia explicar a variação apenas dentro das espécies (microevolução) e não era uma fonte poderosa o suficiente de novidade evolucionária para explicar novas espécies . Em vez disso, ele acreditava que grande genética as diferenças entre as espécies exigiam profundas "macro-mutações", uma fonte de grandes mudanças genéticas (macroevolução) que de vez em quando podiam ocorrer como um "monstro esperançoso".
Goldschmidt é geralmente referido como um "não darwiniano"; no entanto, ele não se opôs aos princípios microevolucionários gerais dos darwinistas. Ele desviou-se da teoria sintética apenas por acreditar que uma nova espécie se desenvolve repentinamente por meio de variação descontínua, ou macromutação. Goldschmidt apresentou sua hipótese quando o neodarwinismo estava se tornando dominante nas décadas de 1940 e 1950, e protestou fortemente contra o gradualismo estrito dos teóricos neodarwinistas. Suas idéias foram, portanto, vistas como altamente heterodoxas pela maioria dos cientistas e foram submetidas ao ridículo e ao desprezo. No entanto, tem havido um interesse recente nas idéias de Goldschmidt no campo da biologia evolutiva do desenvolvimento, já que alguns cientistas, como Günter Theißen e Scott F. Gilbert , estão convencidos de que ele não estava totalmente errado. Goldschmidt apresentou dois mecanismos pelos quais monstros esperançosos podem funcionar. Um mecanismo, envolvendo "mutações sistêmicas", rejeitou o conceito clássico de gene e não é mais considerado pela ciência moderna; no entanto, seu segundo mecanismo envolveu "macromutações de desenvolvimento" em "genes de taxa" ou "genes de controle" que alteram o desenvolvimento inicial e, portanto, causam grandes efeitos no fenótipo adulto. Esses tipos de mutações são semelhantes às consideradas na biologia evolutiva do desenvolvimento contemporânea.

## Obras selecionadas
- Goldschmidt, R. B. (1917). «Intersexuality and the endocrine aspect of sex». Endocrinology. 1 (4): 433–456. doi:10.1210/endo-1-4-433
- Goldschmidt, R. B. (1923). The Mechanism and Physiology of Sex Determination, Methuen & Co., London. (Translated by William Dakin)
- Goldschmidt, R. B. (1929). «Experimentelle Mutation und das Problem der sogenannten Parallelinduktion. Versuche an Drosophila». Biologisches Zentralblatt. 49: 437–448
- Goldschmidt, R. B. (1931). Die sexuellen Zwischenstufen, Springer, Berlin.
- Goldschmidt, R. B. (1934). «Lymantria». Bibliographia Genetica. 111: 1–185
- Goldschmitdt, R. B. (1940). The Material Basis of Evolution, New Haven CT: Yale Univ.Press. ISBN 0-300-02823-7
- Goldschmidt, R. B. (1946). «'An empirical evolutionary generalization' viewed from the standpoint of phenogenetics». American Naturalist. 80 (792): 305–17. PMID 20982737. doi:10.1086/281447
- Goldschmidt, R. B. (1960) In and Out of the Ivory Tower, Univ. of Washington Press, Seattle.
- Goldschmidt, R. B. (1945). «Podoptera, a homoeotic mutant of Drosophila and the origin of the insect wing» (publicado em 13 de abril de 1945). Science. 101 (2624): 389–390. PMID 17780329. doi:10.1126/science.101.2624.389
- Goldschmidt, R. B. (1948). «New Facts on Sex Determination in Drosophila melanogaster» (publicado em junho de 1948). PNAS. 34 (6): 245–252. PMC 1079103. PMID 16588805. doi:10.1073/pnas.34.6.245
- Goldschmidt, R. B. (1949). «Research and Politics» (publicado em 4 de março de 1949). Science. 109 (2827): 219–227. PMID 17818053. doi:10.1126/science.109.2827.219
- Goldschmidt, R. B. (1949). «The intersexual males of the beaded minute combination in Drosophila melanogaster» (publicado em 15 de junho de 1949). PNAS. 35 (6): 314–6. PMC 1063025. PMID 16588896. doi:10.1073/pnas.35.6.314
- Goldschmidt, R. B. «Phenocopies». Scientific American. 181 (4): 46–9. PMID 18148325. doi:10.1038/scientificamerican1049-46
- Goldschmidt, R. B. (1949). «The beaded minute-intersexes in Drosophila melanogaster Meig» (publicado em novembro de 1949). J. Exp. Zool. 112 (2): 233–301. PMID 15400338. doi:10.1002/jez.1401120205
- Goldschmidt, R. B. (1949). «The interpretation of the triploid intersexes of Solenobia» (publicado em 15 de novembro de 1949). Experientia. 5 (11): 417–25. PMID 15395346. doi:10.1007/BF02165248
- Goldschmidt, R. B. (1950). «"Repeats" and the Modern Theory of the Gene» (publicado em julho de 1950). PNAS. 36 (7): 365–8. PMC 1063204. PMID 15430313. doi:10.1073/pnas.36.7.365
- Goldschmidt, R. B. (1951). «Chromosomes and genes». Cold Spring Harb. Symp. Quant. Biol. 16: 1–11. PMID 14942726. doi:10.1101/sqb.1951.016.01.003
- Goldschmidt, R. B. (1954). «Different philosophies of genetics» (publicado em 21 de maio de 1954). Science. 119 (3099): 703–10. PMID 13168356. doi:10.1126/science.119.3099.703
- Goldschmidt, R. B.; Piternick, L K (1957). «The genetic background of chemically induced phenocopies in Drosophila» (publicado em junho de 1957). J. Exp. Zool. 135 (1): 127–202. PMID 13481293. doi:10.1002/jez.1401350110
- Goldschmidt, R. B. (1957). «A REMARKABLE ACTION OF THE MUTANT "RUDIMENTARY" IN Drosophila Melanogaster» (publicado em 15 de agosto de 1957). PNAS. 43 (8): 731–6. PMC 528529. PMID 16590077. doi:10.1073/pnas.43.8.731
- Goldschmidt, R. B.; Piternick, L K (1957). «The genetic background of chemically induced phenocopies in Drosophila. II» (publicado em novembro de 1957). J. Exp. Zool. 136 (2): 201–228. PMID 13525585. doi:10.1002/jez.1401360202
- Goldschmidt, R. B. (1957). «On Some Phenomena in Drosophila Related to So-Called Genic Conversion» (publicado em 15 de novembro de 1957). PNAS. 43 (11): 1019–1026. PMC 528575. PMID 16590117. doi:10.1073/pnas.43.11.1019